# 香港傷殘青年協會
香港傷殘青年協會是香港一個專門為肢體傷殘人士服務的非牟利團體，成立於1970年，已有51年歷史。它亦是香港首個由肢體傷殘人士自行組織的自助組織。

## 屬下社會服務單位
- 賽馬會活動中心
- 就業服務中心
- 傷青動力學堂

## 屬下社會企業
- 傷青花藝舍
- 創視設計

## 外部連結
- 官方网站